# Livre du sacre

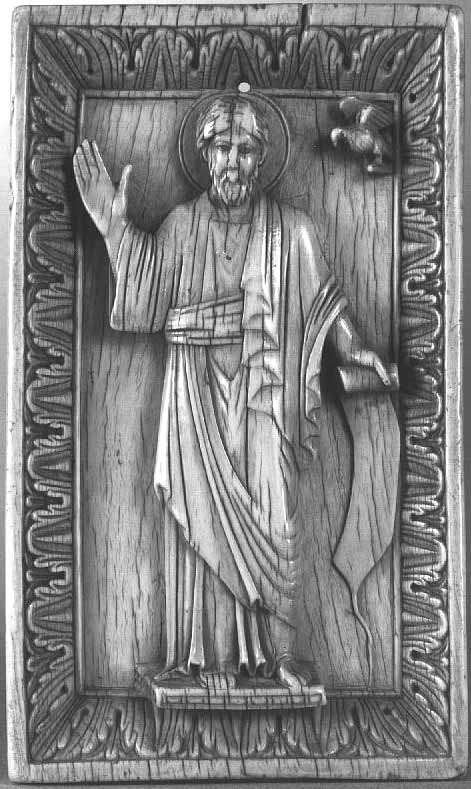
Plaque de reliure du livre du sacre des rois de France - Milan ou Magdebourg -vers 968-980

Le Livre du sacre est une pontifical contenant les textes utilisés lors des cérémonies du sacre des rois de France. 

## Histoire
Le livre du sacre est un pontifical réalisé, pour le premier live du sacre, aux environs de l'an 700. 
Utilisé lors de la liturgie du sacre des rois de France, la couverture contenait à la Révolution un manuscrit des XIIe – XIIIe siècles contenant les événements de l'année liturgique et les détails des cérémonies du sacre.
Après les événements de la Révolution française, le livre fut d'abord déposé au Louvre, le 15 décembre 1793, et les éléments de métal de la couverture fondus l'année suivante, en 1794. Le manuscrit reste ensuite au Louvre pendant près d'un siècle avant d'être finalement déposé à la Bibliothèque nationale de France le 7 janvier 1881, où il se trouve encore aujourd'hui.

## Description
Subsistent aujourd'hui deux éléments du livre des sacre original : le manuscrit d'une part, et la plaque d'ivoire qui décorait la couverture d'autre part.

### Le livre du sacre
À l'origine, le livre du sacre comprenait une bible du VIIIe siècle environ. Subsiste aujourd'hui un manuscrit dont les feuillets dataient des XIIIe et XIVe siècles. Ils étaient contenus dans une couverture d'émail et de vermeil à l'arrière de laquelle était montée une plaque d'ivoire.

### Le manuscrit
Le manuscrit est composé de 242 folios de parchemin hauts de 23,5 cm et larges de 16,5 cm.
- les folios 1-213 et 239-42 sont des textes pontificaux (livre des cérémonies célébrées par l'évêque). Ils furent probablement créés à Rouen au XIe – XIIe siècle ou au début du XIIIe siècle[2].
- les folios 215 à 236 contiennent des prières appropriées pour les processions de la célébration l'église majeure, probablement créés au milieu du XIVe siècle[2].

### La plaque d'ivoire
La plaque d'ivoire de la couverture était montée sur la couverture arrière du livre. Probablement faite entre 968 à 980 de Milan ou Magdebourg, elle représente saint Jean debout avec son aigle et mesure 18 cm de haut, 10,7 cm de large pour une épaisseur de 2 cm.
La plaque d'ivoire se trouve actuellement au musée du Louvre.